# Ensemble mesurable
Pour les articles homonymes, voir Ensemble mesurable (homonymie).
Cet article court présente un sujet plus développé dans : mesure (mathématiques).
En théorie de la mesure, soit donné un espace mesurable, c'est-à-dire un couple {\displaystyle (X,{\mathcal {A}}),} où  {\displaystyle X} est un ensemble et {\displaystyle {\mathcal {A}}} est une tribu sur {\displaystyle X}. Une partie de {\displaystyle X} est dite mesurable lorsqu'elle appartient à la tribu {\displaystyle {\mathcal {A}}}.
En théorie des probabilités, les ensembles mesurables sont désignés sous le nom d'événements.